# ليف فورسبرغ
ليف فورسبرغ (بالسويدية: Leif Forsberg)‏ (15 أبريل 1963 - ) هو لاعب كرة قدم سويدي في مركز الهجوم. لعب مع نادي غوتبورغ ونادي سوندسفال ‏.

## وصلات خارجية
- ليف فورسبرغ على موقع اتحاد السويد (السويدية)
- ليف فورسبرغ على موقع قاعدة بيانات كرة القدم.إي يو (الإنجليزية)